# 간월산
간월산(肝月山)은 울산광역시 울주군 상북면 등억알프스리에 있는 높이 1069.16 m, 영남알프스와 낙동정맥의 산이다. 

## 미디어
- KBS 2TV : 《영상앨범 산》

## 같이 보기
- 한국의 산
- 영남알프스
- 낙동정맥
- 가지산
- 대운산
- 문수산
- 신불산
- 간월재